# Duane Swanson
Duane Alexander Swanson (Waterman, 23 augustus 1913 – Cumberland Furnace, 13 september 2000) was een Amerikaans basketballer. Hij won met het Amerikaans basketbalteam de gouden medaille op de Olympische Zomerspelen 1936. 
Swanson speelde voor verschillende teams, waaronder teams gesponsord door Columbia Pictures en Universal Studios. Later speelde hij voor de Sheboygan Red Skins in het 1939-1940 seizoen van de National Basketball League. Bij deze voorloper van de National Basketball Association speelde hij elf wedstrijden. 
Tijdens de Olympische Spelen speelde hij twee wedstrijden. Gedurende deze wedstrijden scoorde hij 4 punten. Na zijn carrière als speler was hij werkzaam in de filmindustrie voor CBS Studios.